# Marcell Compan
Marcell Compan Rodrigues da Silva, mais conhecido como Marcell Compan (Rio de Janeiro, 8 de março de 1981) é um multi-instrumentista e fotógrafo brasileiro, ex-integrante da banda Toque no Altar.
Iniciou sua carreira musical como guitarrista e um dos compositores do Ministério Apascentar de Nova Iguaçu, que ganhou notoriedade no Brasil com o nome Toque no Altar. Participou de todos os álbuns da formação original da banda até Deus de Promessas (2005) como guitarrista e violinista. Seu último trabalho com o grupo foi o DVD Toque no Altar e Restituição, gravado ao vivo em novembro de 2005 e lançado em abril de 2006.
Em 2006, Marcell saiu do Toque no Altar e foi trabalhar, ao lado de David Cerqueira, na banda Cume do Monte, que chegou a ser indicada como revelação no Troféu Talento. Como compositor, escreveu músicas gravadas por J. Neto e por Davi Sacer. Apesar de não ter feito parte da formação dissidente do Toque no Altar que gerou a banda Trazendo a Arca, Marcell foi diretamente envolvido nos processos judiciais que formaram o grupo por sua participação como compositor.
Após passagem pela música, Compan começou a trabalhar como fotógrafo por sugestão de David Cerqueira, atividade que lhe rendeu crédito na Vogue e a prêmios Lente de Ouro e Bride Association. Segundo o jornal Extra, Marcell foi um dos mais notáveis fotógrafos do Rio de Janeiro da década de 2010. Compan ainda chegou a trabalhar com os integrantes do Trazendo a Arca nas fotografias do álbum Pra Tocar no Manto (2009).

## Discografia
Álbuns pelo Toque no Altar
- 2003: Toque no Altar
- 2003: Restituição
- 2005: Deus de Promessas
- 2006: Toque no Altar e Restituição